# Французский сель
Французский сель, или французская верховая (фр. Selle Français) — порода домашних лошадей.

## Создание и развитие
История современной породы французский сель началась в XIX веке в коневодческих районах Нормандии, где местных и часто грубоватых нормандских кобыл случали с импортироваными из Англии жеребцами чистокровной верховой породы, а также английскими полукровными жеребцами и жеребцами некоторых важнейших линий норфолкской верховой породы. В то время английские полукровные жеребцы в самом деле имели явственные черты и характер норфолкской верховой породы.
С обычной для них проницательностью нормандские коневоды начали разводить различные типы лошадей, отвечающие требованиям момента. Они создали две помеси. Первая, англо-нормандская, разделена на два основных типа — упряжной коб и верховую лошадь; второй тип представлял собой резвую упряжную лошадь, разводившуюся специально для того, чтобы удовлетворить большой спрос на лошадей, годных для бегов. Со временем тип упряжной лошади отделился от основной породы и стал французским рысаком.
Именно резвая англо-нормандская верховая лошадь, испытавшая влияние норфолкской верховой породы, которое было почти также велико, как и влияние чистокровной верховой породы, послужила прототипом французского селя.
Хотя две мировые войны послужили серьёзной причиной уменьшения поголовья местных нормандских кобыл, коневодам удалось сохранить некоторое количество лучшего племенного состава. Они смогли использовать лошадей чистокровной верховой породы, находившихся на национальных конных заводах, чтобы удовлетворить вновь возникший спрос на качественных верховых лошадей, которые сочетали бы резвость, выносливость и хороший прыжок.
Лучшие жеребцы-производители чистокровной верховой породы повлияли на современного французского селя, в особенности такие как Оранж Пил, Лорд Фрей и Айвенхоу. После Второй мировой войны влияние на эту породу оказывали жеребцы Алтимейт и Фуриозо. Фуриозо был куплен Великобританией после войны за сумму которую сейчас сочли бы смехотворной.
В настоящее время лошади этой породы используются в конкуре, хотя более легкий французский сель, в котором есть большая часть чистокровной верховой крови, разводится специально для скачек под названием AQPSA.

## Характеристики

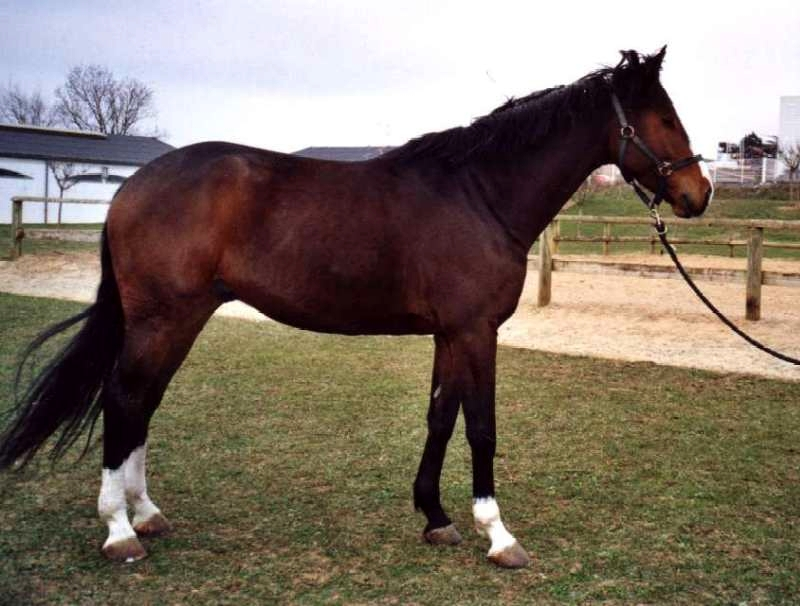

Большинство лошадей породы французский сель гнедые, их рост более 1,63 м. До 1980-х гг. эта порода была разделена на пять классификационных групп. Существуют три типа средних лошадей: малая (1,60 м), средняя (до 1,65 м) и большая (более 1,65 м), а также два тяжелых типа: малая (до 1,63 м) и большая (более 1,63 м). В целом 33 % современных французских селей были произведены жеребцами чистокровной верховой породы; 20 % англо-арабскими жеребцами; 45 % зарегистрированными жеребцами породы французский сель и 2 % французскими рысаками. Выдающимся образцом породы французский селль является замечательный жеребец Галубет, участник соревнований по конкуру. Он был сыном жеребца Альме породы французский сель и рысистой кобылы Вити.
1. ↑  Porter V., Alderson L., Hall S. J. G., Sponenberg D. P. Mason's World Encyclopedia of Livestock Breeds and Breeding (англ.) — 6 — CAB International, 2016. — P. 501. — 1107 p. — ISBN 978-1-84593-466-8
2. ↑  Ravazzi G. L'encyclopédie des chevaux de race (фр.) — Paris: Éditions De Vecchi, 2002. — P. 46—47. — 191 с. — ISBN 978-2-7328-2594-6
3. 1 2 3 4  Bataille L., Valren A. T. Races équines de France (фр.) — Paris: éditions France Agricole, 2017. — 304 с. — ISBN 978-2-85557-481-3